# Біссінген
Біссінген (нім. Bissingen) — громада в Німеччині, знаходиться в землі Баварія. Підпорядковується адміністративному округу Швабія. Входить до складу району Діллінген.
Площа — 34,22 км2. Населення становить 3675 ос. (станом на 31 грудня 2020).